# Хидролаза
Хидролазите са клас ензими, катализиращи хидролитичното разкъсване на химични връзки. Самото име подсказва, че реакцията протича с участието на молекула вода. Общия вид на каталитичния процес може да се представи като:
А–Б + H2O ↔ А–OH + Б–H
Типичен представител на тази група ензими е аспарагиназата (EC 3.5.1.1), ускоряващ процеса:
L-аспарагин + H2O ↔ L-аспартат + NH3
В този пример, се разкъсва ковалентна C-N връзка, с участието на водна молекула.

## Номенклатура
Систематичното име винаги включва накрая „хидролаза“. В практиката често се прибягва до означаване чрез просто добавяне на наставката „-аза“, към съответния субстрат. Това може да донесе допълнително объркване, тъй като е общовалидно правило за всички ензими, но когато не са посочени допълнителни специфики се подразбира принадлежността на ензима към класа на хидролазите.

## Класификация
Хидролазите се индентифицират като EC 3 според ензимната номенклатура на IUBMB. Класа се подразделя на 13 подкласа в зависимост от типа на атакуваната връзка:
- EC 3.1: Действащи на естерни връзки
- EC 3.2: Гликозилази
- EC 3.3: Действащи на етерни връзки
- EC 3.4: Действащи на пептидни връзки (пептидази)
- EC 3.5: Действащи на въглерод-азотни връзки, различни от пептидните връзки
- EC 3.6: Действащи на киселинни анхидриди
- EC 3.7: Действащи на въглерод-въглеродни връзки
- EC 3.8: Действащи на халогенни връзки
- EC 3.9: Действащи на фосфор-азотни връзки
- EC 3.10: Действащи на сяра-азотни връзки
- EC 3.11: Действащи на въглерод-фосфорни връзки
- EC 3.12: Действащи на сяра-сяра връзки
- EC 3.13: Действащи на въглерод-серни връзки